# Campeonato de Australia 1959
Lista de los campeones del Abierto de Australia de 1959:

## Individual masculino
Alex Olmedo (USA) d. Neale Fraser (AUS),  6–1, 6–2, 3–6, 6–3

## Individual femenino
Mary Carter (AUS) d. Renee Schuurman (RSA), 6–2, 6–3

## Dobles masculino
Rod Laver/Robert Mark (AUS)

## Dobles femenino
Renee Schuurman Haygarth (RSA)/Sandra Reynolds (RSA)

## Dobles mixto
Sandra Reynolds Price (RSA)/Bob Mark (AUS)
| Predecesor: 1958                                       | Abierto de Australia 1959 | Sucesor: 1960                         |
| Predecesor: Campeonato nacional de Estados Unidos 1958 | Grand Slam 1959           | Sucesor: Torneo de Roland Garros 1959 |

- Datos: Q2715352